# Naturschutzgebiet Rhäzünser Rheinauen
Das Naturschutzgebiet Rhäzünser Rheinauen ist eine Flusslandschaft am Hinterrhein im Schweizer Kanton Graubünden. Es befindet sich in einer der flächenmässig grössten Flussauen das Kantons und ist als Naturschutzgebiet (mit der IUCN Nr. 148646) und seit 1992 als Auengebiet von nationaler Bedeutung ausgewiesen.
Die Flussaue bei Rhäzüns mit der näheren Kulturlandschaft ist bereits seit 1977 als Landschaftsschutzgebiet im Bundesinventar der Landschaften und Naturdenkmäler von nationaler Bedeutung aufgeführt.

## Geografie
Das 156,92 Hektar grosse Schutzgebiet liegt am Unterlauf des Hinterrheins (rätoromanisch «Rein Posteriur») kurz vor dessen Zusammenfluss mit dem Vorderrhein bei Reichenau. Die linke Seite des Talbodens gehört zu den Gemeindegebieten von Rhäzüns und Bonaduz, die rechte Seite zu Rothenbrunnen und Domat/Ems. Früher befand sich in dieser Zone der Grenzraum zwischen den Sprachgebieten des Bündnerdeutschen und der Rätoromanischen Sprache. Heute hat sich Schweizerdeutsch als Umgangssprache am Hinterrhein fast überall durchgesetzt, wobei zahlreiche romanische  Flurnamen weiterleben. Die rätoromanische Bezeichnung für die Rheinauen lautet «Gravas» (Mehrzahl von «grava», deutsch «Schwemmland, Sandebene, Geröll»).
Der Hinterrhein fliesst am nördlich des breiten Tales Domleschg, wo er im 19. Jahrhundert korrigiert und kanalisiert wurde, auf einer Strecke von sechs Kilometern als wilder, natürlicher Fluss durch das tief in die Landschaft eingeschnittene Tal zwischen dem Bergmassiv von Feldis/Veulden (1469 m ü. M.) im Osten und dem Plateau von Rhäzüns (rätoromanisch «Razèn») (657 m ü. M.) und Bonaduz (658 m ü. M.) im Westen. Der Fluss hat auf dieser Strecke ein Gefälle von etwa 15 Metern, und die Aue im Flusstal liegt auf einer durchschnittlichen Höhe von 605 m ü. M. Die trockenen, flachen Auengebiete neben und zwischen den verzweigten Flussarmen heissen auf Rätoromanisch «Isla» (deutsch «Insel»), die breiteste Stelle mit mehreren Kiesinseln wird «Isla Bella» (deutsch «Schöne Insel») genannt.
Die von eiszeitlichen Gletschern modellierte Tallandschaft liegt am Übergang vom Gebiet des Hinterrheins mit dem Talengnis bei Rothenbrunnen zum offenen Alpenrheintal westlich von Chur, wo der Talboden etwa zwei Kilometer breit ist. Die nähere Umgebung der Flüsse ist durch die hügelige Bergsturzzone der Ruinaulta und von Domat/Ems geprägt. Nach dem Bergsturz von Tamins vor 13000 Jahren lag in der Umgebung von Reichenau ein aufgestauter See. Mit Sedimenten aus dem Vorderrheintal wurde die Schwemmebene aufgefüllt, auf welcher die Ortschaften Rhäzüns und Bonaduz liegen. Nach dem Durchbruch durch den Bergsturzwall schnitten sich die Flüsse bis auf das heutige Niveau in den alten Talboden ein.
Das alpine Auengebiet bei Rhäzüns ist auf der rechten Seite im oberen Teil von hohen, steilen Bergen und weiter unten von den Hügeln «Ils Aults» und links von Felsmassiven und Anhöhen flankiert. Auf einem hohen Felskopf über «Ravetsch» steht die Burgruine Hochjuvalt. Der Fluss hat mäandrierend ein Tal geschaffen, das an schmalen Stellen nur etwa 150 Meter und auf anderen Abschnitten mehr als einen halben Kilometer breit ist. Die wichtigeren Hügel über dem linken Ufer sind die Anhöhe von Undrau, der «Tarmuz Ault» (rätoromanisch für deutsch «Hoher Grenzstein») (835 m ü. M.), der «Tarmuz Bass» (deutsch «Niederer Grenzstein»), der Schlosshügel der Burg Rhäzüns, der Felsvorsprung bei «Darnaus», der Hügel «Bot da Sogn Gieri» (deutsch «Hügel des Heiligen Georg») mit der frühromanischen Kirche Sogn Gieri (689 m ü. M.), der Bergklotz «Plazzas» und der Hügel «Bot Panadisch» (649 m ü. M.). Der Auwald bei Plazzas mit einem Feuchtgebiet ist auch als Amphibienlaichgebiet von nationaler Bedeutung geschützt.
Der Hinterrhein führt am Ende seines Laufes eine Wassermenge von durchschnittlich 59,6 m³/s. Der Abfluss schwankt jedoch wegen des grossen Einzugsgebiets in den Hochalpen und  abhängig von den Niederschlägen sehr stark. Mit den häufigen Hochwassern und seinen Sedimenten gestaltet der Fluss die Auenlandschaft immer wieder neu. Auf der Flussstrecke zwischen Rothenbrunnen und Rhäzüns plant der Kanton Graubünden die Revitalisierung des Flussbettes. Die Auenlandschaft liegt in einer Schwall-Sunk-Strecke am Hinterrhein, die von starken Abflussschwankungen wegen der grossen Kraftwerke beeinflusst wird.
Einige Wildbäche fliessen in der Auenstrecke zum Hinterrhein: Bei «Pro Dafora» mündet der Bach aus dem «Val da l’Aua» (frühe «Val da Pedra»), unterhalb von Rhäzüns der Dorfbach, bei «Bregl Dadens» (deutsch «Inneres Brühl») der Bach von «Partgiel» und nördlich des «Tuma dil Bregl» der Bach aus dem «Val Treps» in den Fluss.

Flusslandschaft (1923)
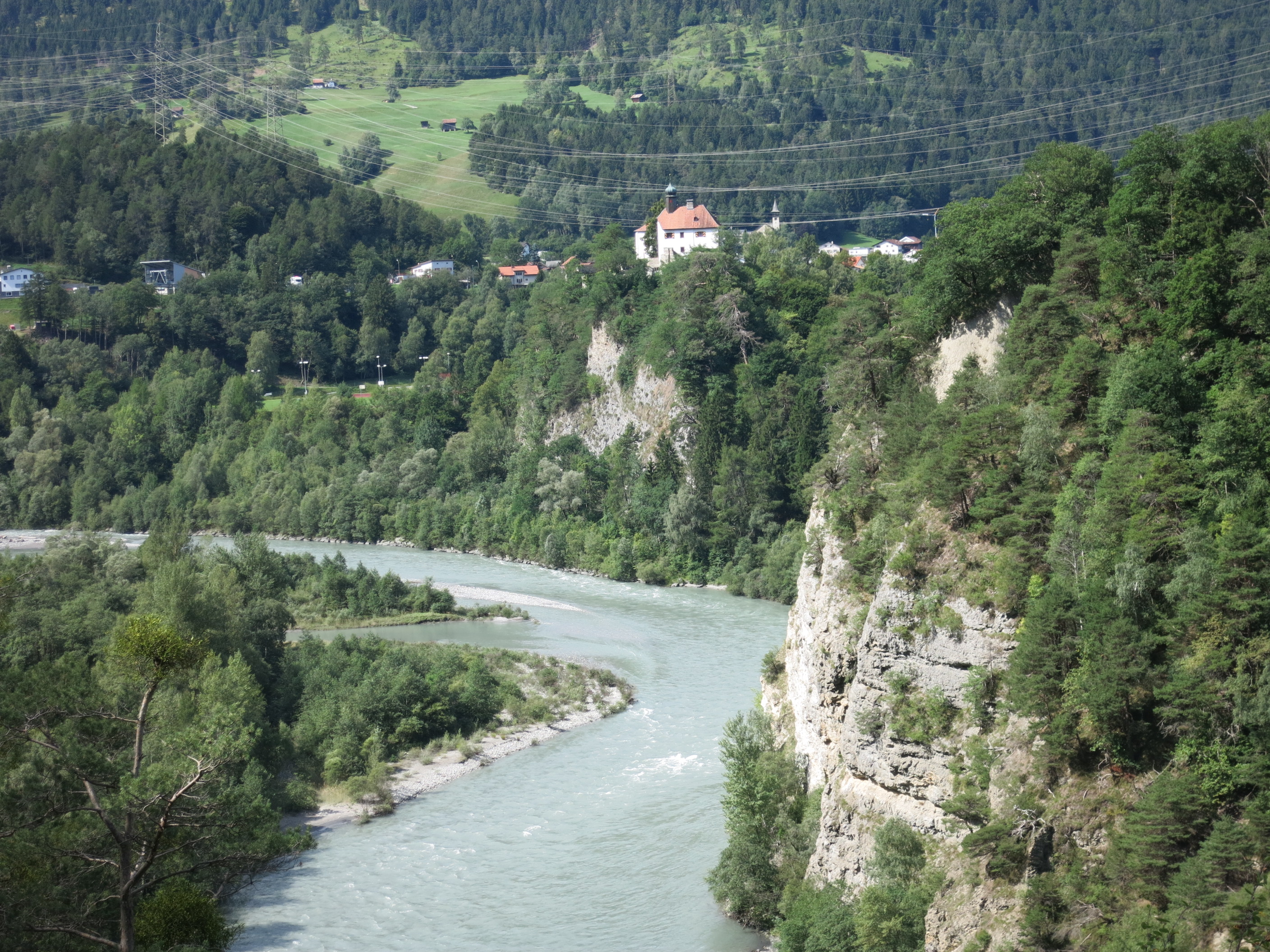
Flussaue mit Schloss Rhäzüns
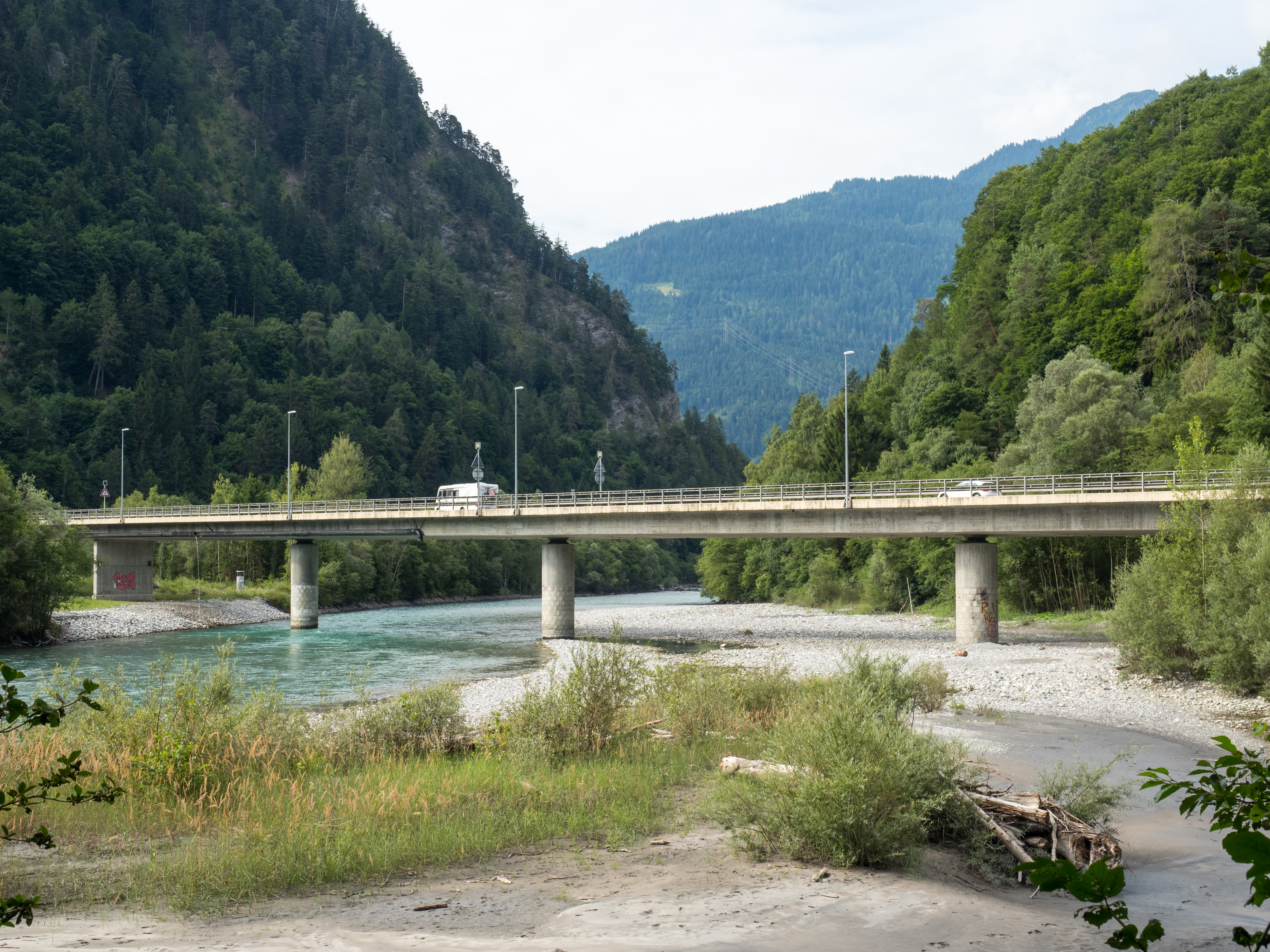
Brücke der A13

## Kulturlandschaft
Bis nahe an die Flussaue erstreckt sich die Kulturlandschaft bei den Dörfern mit historischen Gebäuden, Wiesen, Feldfluren und Nutzwäldern. Fusswege und Forststrassen erschliessen die Wälder an einigen Stellen bis zum Flussufer.

## Flora und Fauna
In den Rheinauen kommen mehr als tausend Pflanzenarten in verschiedenen, von den Standorten abhängigen Gemeinschaften vor. Auf Kies- und Sandbänken leben Pionierkrautpflanzen, angeschwemmte Alpenpflanzen und Weidegebüsch. Auf vom Fluss etwas entfernten Flächen wächst Grauerlenwald mit verschiedenen Sträuchern. Die Hartholzauen, die nur selten von Hochwasser erreicht werden, sind ein Standort für Ahorne, Eschen, Ulmen, Fichten und Eichen. Auf trockenen Böden, zum Beispiel an den Abbruchkanten des Bergsturzmassivs, kommen Waldföhren vor.
In der Rheinaue ist eine grosse zoologische Vielfalt nachgewiesen: Spinnen, Schmetterlinge, Libellen,  Köcher- und Eintagsfliegen, Bienen, Laufkäfer, Ameisen und Heuschreckenarten leben im Auenbiotop. Im Amphibienlaichgebiet «Bregl» sind der Bergmolch,  die Erdkröte und der Grasfrosch nachgewiesen. Fünf Reptilien- und bis zu 80 Vogelarten leben im Gebiet, das auch von vielen Säugetierarten aufgesucht wird. Die Rheinaue ist gut mit den umliegenden, bewaldeten Berggebieten vernetzt. In jüngster Zeit hat sich der Biber am Hinterrhein angesiedelt.
Mehrere Fischarten halten sich im unteren Hinterrhein auf: Bachforelle, Seeforelle, Regenbogenforelle, Seesaibling, Bachsaibling, Elritze, Groppe. Die Bodensee-Seeforelle kommt jährlich vom Bodensee zu den Laichgründen in den Auen von Rhäzüns und Bonaduz. Das Überleben von Laich und Jungfischen wird vom andauernden Schwall-Sunk-Regime stets bedroht.
Die Rhäzünser Rheinauen sind ein Brutgebiet des Flussuferläufers und des Flussregenpfeifers. Die Kleine Hufeisennase jagt im Flusstal Insekten.

## Verkehr und Infrastruktur
Früher gab es unterhalb der Dorfstrasse-Brücke von Rothenbrunnen bis nach Reichenau keinen Flussübergang. Seit 1895 wurden bei Rhäzüns und Bonaduz vier Brücken über den Hinterrhein gebaut, wovon eine heute im Naturschutzgebiet steht: Zwei Brücken der Rhätischen Bahn und die Hinterrheinbrücke Reichenau der Autostrasse A13 überqueren den Fluss ausserhalb des Perimeters des Schutzgebiets, während die «Hinterrheinbrücke Bonaduz» bei Plazzas das Tal überquert; sie führt auf beiden Seiten mit Tunnels durch die Berge. Nachdem in den 1960er Jahren für die neue Autobahn von Chur in das Domleschg zunächst eine offene Linienführung neben dem Hinterrhein durch die Rheinauen bei Rhäzüns geplant war, regte sich in der Bevölkerung Widerstand gegen die Zerstörung der Auenlandschaft. In den 1970er Jahren setzten sich die Talschaft Heinzenberg-Domleschg und Umweltorganisationen wie Pro Natura Graubünden für eine naturverträglichere Variante ein. Nach neuen Studien und einem Augenschein mit Vertretern des Bundesrates im Jahr 1974 wurde schliesslich die Linienführung der Strasse mit zwei Tunnels und nur einer Brücke im Auengebiet beschlossen.
Dem Fluss entlang verlaufen Wanderwege und Mountainbikerouten.
Über die Auenlandschaft führen Hochspannungsleitungen, die den Strom vom Unterwerk Sils im Domleschg in das Schweizer Mittelland bringen, so die 380-kV-Leitung Sils–Fällanden des Elektrizitätswerks der Stadt Zürich. Unterhalb des Kraftwerks Rabiusa-Realta bei Cazis im Domleschg befinden sich noch kleine Anlagen zur Stromproduktion am Fluss. 2023 wurde über die Idee diskutiert, auch das Gefälle der bisher unangetasteten Auenlandschaft im Naturschutzgebiet für die Energiewirtschaft zu nutzen.

## Schutzziele
Gemäss den Richtlinien des Bundesinventars der Landschaften und Naturdenkmäler von nationaler Bedeutung gelten für den Schutz der Rheinaue diese Hauptziele:
- Erhaltung der weitgehend natürlichen Auenlandschaft mit dem mäandrierenden und verzweigten Flusssystem und dem breiten Überflutungsbereich
- Erhaltung der landschaftlich prägenden Reliefformen
- Erhaltung der Fluss- und Auenlebensräume des Hinterrheins in ihrer Qualität, ökologischen Funktion und mit ihren charakteristischen Pflanzen- und Tierarten in einem natürlichen und naturnahen Zustand